# Podgaj Petrovski
Podgaj Petrovski is een plaats in de gemeente Petrovsko in de Kroatische provincie Krapina-Zagorje. De plaats telt 297 inwoners (2001).